# آرش (تفنگ)
آرش سلاح تک‌تیرانداز دوربین‌دار ساخت ایران است؛ که با هدف شلیک دقیق به اهداف بزرگ مانند سنگرها، زره پوشه‌ها، بالگردها و خودروهای دشمن طراحی شده‌است. این سلاح از مهمات ۱۲۰×۲۰ میلی‌متر ضدهوایی با مرمی انفجاری ترکش شونده استفاده می‌کند. این سلاح در اختیار نیروهای مسلح ایران، حزب‌الله و ارتش عراق است.
مکانیزم این سلاح نیمه خودکار با گلنگدن بسته چرخشی و سیستم بازگشت مستقیم گاز باروت دارای هشت خان از چپ به راست است. این سلاح دوش‌پرتاب بوده و هنگام شلیک روی شانه تیرانداز قرار می‌گیرد.